# Michel Vandenbosch
Michel Vandenbosch (Ukkel, 23 juli 1961) is een Vlaams dierenrechtenactivist en moraalfilosoof. Hij is voorzitter van GAIA.

## Leven en werk
Michel Vandenbosch komt uit een arbeidersgezin. In 1989 behaalde hij aan de faculteit Letteren en Wijsbegeerte van de RUG een licentie in de moraalwetenschappen met zijn dissertatie: "Apen van Kafka of apen van Darwin?: een verkenning in zoö-ethisch perspectief van de huidige discussie omtrent het welzijn van chimpansees". Zijn eerste activisme kwam er in 1985, toen koning Boudewijn Zaïre bezocht en daar drie chimpansees illegaal cadeau kreeg - twee daarvan stierven bijna meteen. Vandenbosch klaagde dat in de pers aan, met succes: er kwam een protocol dat soortgelijke geschenken aan een staatshoofd verbood.
Tussen 1985 en 1989 had Vandenbosch allerlei banen. Zijn dierenrechtenactivisme leidde tot de oprichting van de Bond Zonder Bont, een antibontvereniging, en in 1988 richtte hij samen met de Gentse filosoof Jaap Kruithof een ecofilosofische denktank op, Gaia. In 1989 werd Vandenbosch pr-directeur bij Veeweyde, 's lands oudste dierenbeschermingsgroep. Vandenbosch geraakte al snel nationaal bekend door optredens op radio en tv en in de geschreven media. Toen Veeweyde zich echter ging beperken tot de opvang van huisdieren, was dat niet genoeg voor Vandenbosch. Op 10 juni 1992 richtte hij daarom samen met Ann De Greef de Belgische actiegroep voor dierenrechten en -welzijn GAIA (Global Action in the Interest of Animals vzw) op, waarvan hij nog steeds voorzitter is. (In 1995 ging de Bond Zonder Bont op in GAIA.) Er werden campagnes opgezet om dierenleed aan te klagen in slachthuizen, in de paardenrennen, op markten waar huisdieren verkocht werden, enzovoort. De groep boekte haar eerste successen toen minister van Binnenlandse Zaken Louis Tobback de straatpaardenkoersen verbood. De acties leveren Vandenbosch grote bekendheid op, maar maakten hem niet onverdeeld populair. Zo werd hij in 1998 door drie veehandelaars aangevallen op de veemarkt van Anderlecht. In 2000 werd hij dan weer door de lezers van Humo verkozen tot Man van het Jaar.
Op 26 april 2013 werd Vandenbosch getroffen door een hersenbloeding, waarna hij maandenlang moest revalideren.